# Raphael Ravenscroft
Raphael Ravenscroft (Stoke-on-Trent, 4 giugno 1954 – Exeter, 19 ottobre 2014) è stato un sassofonista britannico.
Noto soprattutto per la sua collaborazione con Gerry Rafferty, è celebre il suo assolo al sassofono nel singolo di grande successo "Baker Street". Ha lavorato con molti altri cantanti e band musicali, tra cui i Pink Floyd (sax tenore nell'album The Final Cut), gli ABBA, Marvin Gaye, gli   America, Kim Carnes, Mike Oldfield, Chris Rea, Robert Plant, Brand X, Hazel O'Connor, Julian Lennon e Bonnie Tyler.
Nel 1979 è uscito il suo album "Her Father Didn't Like Me, Anyway" (CBS Portrait) e nel 1989 il singolo "Maxine", che ha avuto un buon successo nelle trasmissioni radiofoniche ma molto meno nelle vendite. Il brano A Whole Lot of Something Going On è stato campionato dal produttore Heavy D per il singolo di Beanie Sigel Feel It In The Air. Nel 2010 ha suonato il sassofono per album e concerti live di Duffy, Mary Hopkin e il gruppo Daft Punk.
Ravenscroft ha pubblicato diversi libri sulla tecnica per suonare il sassofono, tra cui The Complete Saxophone Player (1990). Nel 2012 ha composto la musica per una serie di film in cui compare il fotografo Don McCullin e nel 2011-2012 ha composto la musica di spot pubblicitari prodotti da primarie agenzie pubblicitarie.
Si è sposato tre volte e si è separato dalla terza moglie nel 2009. Sua figlia Scarlett, avuta dal secondo matrimonio, ha intrapreso una carriera di pittrice con il nome Scarlett Raven.
In estate 2012 si è ritirato dall'attività per motivi di salute ed è andato a vivere nel Devon (risiedendo ad Exeter). È scomparso nell'ottobre 2014 all'età di 60 anni per un sospetto attacco cardiaco.